# On a Plain
Singles de Nirvana
Smells Like Teens Spirit
(1991) Come as You Are
(1992)
Pistes de Nevermind
Stay Away
(10) Something in the Way
(12)
On A Plain est une chanson du groupe de rock américain Nirvana. C'est la 11e piste de leur album de 1991, Nevermind et elle fait également partie de l'album live MTV Unplugged in New York. Elle est aussi sortie en tant que single promotionnel de Nevermind.
On a Plain est une ballade « plaintive et harmonieuse » sur laquelle Cobain pratique l'humour et l’autodérision en glissant dans les paroles que la chanson n'a aucun sens, qu'il ne sait pas ce qu'il essaie de dire et qu'il pourra enfin rentrer chez lui après avoir fait passer un dernier message. Mais en réalité, la chanson parle du « syndrome de la page blanche » c’est-à-dire le fait de ne pas avoir d’inspiration pour écrire, en effet Kurt Cobain c’est souvent retrouvé à finir l’écriture de ses chansons a peine quelques minutes avant de les enregistrer en studios.
En 2004, le magazine New Musical Express la classe en 19e position dans sa liste des 20 meilleures chansons de Nirvana. En 2014, Slant Magazine la classe en 11e position de sa liste des 15 meilleures chansons de Nirvana, évoquant une chanson d'une « exacte honnêteté ». La même année, elle figure en 5e position d'une liste des 10 meilleures chansons de Nirvana établie par Stereogum, qui affirme que c'est « la chanson la plus troublante du catalogue du groupe ».